# Rumäniens herrlandslag i basket
Rumäniens herrlandslag i basket representerar Rumänien i basket på herrsidan. Laget deltog första gången i Europamästerskapet 1935.

### Fotnoter
1. ↑  Todor Krastev (11 mars 1935). ”Men Basketball 1st European Championship 1935 Geneva (SUI) - 02-05.05 Winner Latvia” (på engelska). Sport Statistics. Arkiverad från originalet den 5 mars 2016. https://web.archive.org/web/20160305034552/http://www.todor66.com/basketball/Europe/Men_1935.html. Läst 23 juni 2015.